# Nootcharin Sukkhongdumnoen
Nootcharin Sukkhongdumnoen (10 de febrero de 1978) es una deportista tailandesa que compitió en taekwondo.
Ganó una medalla de bronce en el Campeonato Mundial de Taekwondo de 2003, y una medalla de plata en el Campeonato Asiático de Taekwondo de 1998. En los Juegos Asiáticos de 1998 consiguió la medalla de plata.

## Palmarés internacional
| Campeonato Mundial  | Campeonato Mundial                | Campeonato Mundial | Campeonato Mundial |
| Año                 | Lugar                             | Medalla            | Categoría          |
| ------------------- | --------------------------------- | ------------------ | ------------------ |
| 2003                | Garmisch-Partenkirchen (Alemania) | Medalla de bronce  | –55 kg             |
| Juegos Asiáticos    |                                   |                    |                    |
| Año                 | Lugar                             | Medalla            | Categoría          |
| 1998                | Bangkok (Tailandia)               | Medalla de plata   | –51 kg             |
| Campeonato Asiático |                                   |                    |                    |
| Año                 | Lugar                             | Medalla            | Categoría          |
| 1998                | Ciudad Ho Chi Minh (Vietnam)      | Medalla de plata   | –55 kg             |